# Се Чуньтао
Се Чуньтао (кит. 谢春涛, род. февраль 1963, Линьшу, Шаньдун) — китайский государственный и политический деятель, Первый проректор Центральной партийной школы КПК с 25 июня 2022 года.
Кандидат в члены ЦК КПК 19-го созыва, член Центрального комитета Компартии Китая 20-го созыва.

## Биография
Родился в феврале 1963 года в уезде Линьшу, провинция Шаньдун.
В 1982 году окончил Шаньдунский педагогический университет с дипломом бакалавра в политических науках, в 1985 году — Ханчжоуский университет с дипломом магистра по истории Компартии Китая. В 1988 году окончил аспирантуру Китайского народного университета, доктор философии (PhD) по партийной истории КПК.
В июле 1985 года вступил в Коммунистическую партию Китая. С июля 1988 года на различных должностях в Центральной партийной школе КПК, в том числе заместитель начальника управления преподавательской и научно-исследовательской работы, главный редактор журнала ЦПШ, начальник управления по академическим вопросам.
В мае 2018 года назначен проректором, а в июне 2022 года — Первым проректором Центральной партийной школы КПК в ранге министра Госсовета КНР.
Автор многочисленных трудов по истории Компартии Китая, отдельные книги переведены на русский язык.